# Fusang

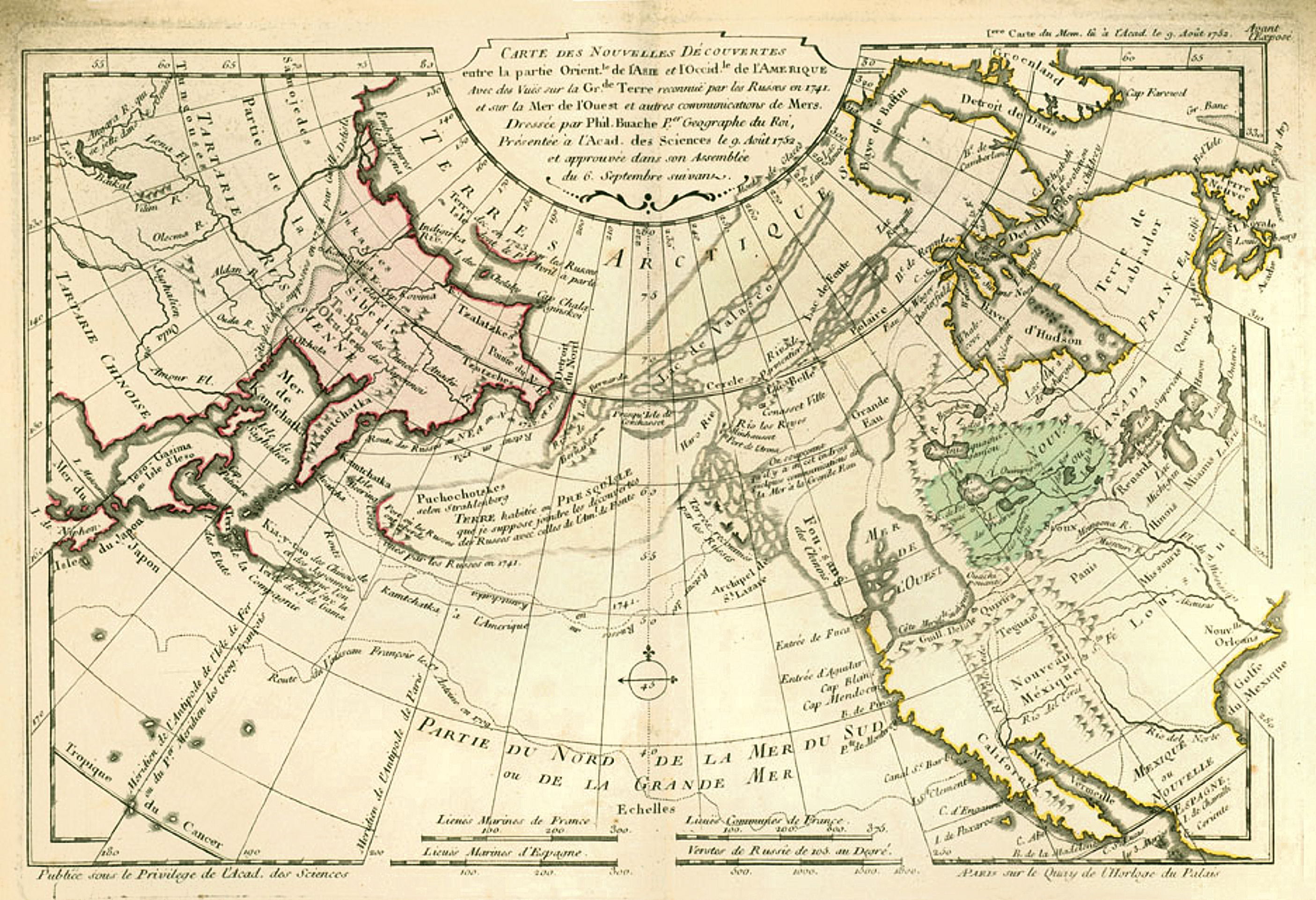
Francuska mapa z 1753 roku z zaznaczonym Fou-sang des Chinois u wybrzeży Ameryki Północnej

Fusang (chiń. 扶桑; pinyin Fúsāng) – w mitologii chińskiej nazwa drzewa życia rosnącego na wschodzie. Także nazwa legendarnej wschodniej krainy do której miał dotrzeć mnich Hui Shen, identyfikowanej przez niektórych z Ameryką. 
Zgodnie z Shanhaijing Fusang to olbrzymie drzewo morwy o wysokości 300 li, swoiste axis mundi, rosnące gdzieś daleko na wschodzie. Na jego gałęziach zatrzymuje się dziesięć słońc; gdy jedno obiega ziemię, pozostałe wypoczywają na drzewie i zażywają kąpieli w jeziorze. W późniejszych wersjach mitu korzenie drzewa biegną w dół do fundamentów ziemi, a jego korona sięga niebios. Z kolei według Shizhouji Fusang to położona za wschodnim oceanem kraina wiecznego szczęścia, w której mieszkają nieśmiertelni.
Fusang to także nazwa położonego na wschodzie kraju, do którego zgodnie ze spisaną w I połowie VI wieku relacją miał dopłynąć w roku 499 buddyjski mnich Hui Shen (慧深). Kraj ten miał znajdować się w odległości 20 tysięcy li od Chin i był zamieszkany przez lud o rozwiniętej kulturze, znający obróbkę miedzi i pismo. Mieszkańcy Fusangu żyli w dobrze zorganizowanym społeczeństwie, udomowili konia, jelenia i bawoła, wynaleźli sposób produkcji papieru, palili swoich zmarłych, a chińscy misjonarze mieli ich nawrócić na buddyzm.
Po przetłumaczeniu w XVIII wieku przekazu o Hui Shenie na języki europejskie zaczęto spekulować, iż opis krainy Fusang jest świadectwem dawnych podróży Chińczyków do wybrzeży Ameryki Północnej lub Meksyku. W 1752 roku francuski geograf Philippe Buache zidentyfikował Fusang jako Kolumbię Brytyjską. Zdaniem innych amerykańska lokalizacja Fusangu jest nadinterpretacją i była to raczej wyprawa do Japonii lub na Sachalin. Niektórzy badacze w ogóle odrzucają historyczną wiarygodność przekazu o wyprawie Hui Shena, wskazując na legendarne podłoże całej opowieści.